# Frontera entre Mozambique y Sudáfrica
La frontera entre Sudáfrica y Mozambique es un límite terrestre internacional discontinua de 491 kilómetros de longitud que separa los territorios de Sudáfrica y de Mozambique en África austral.

## Trazado

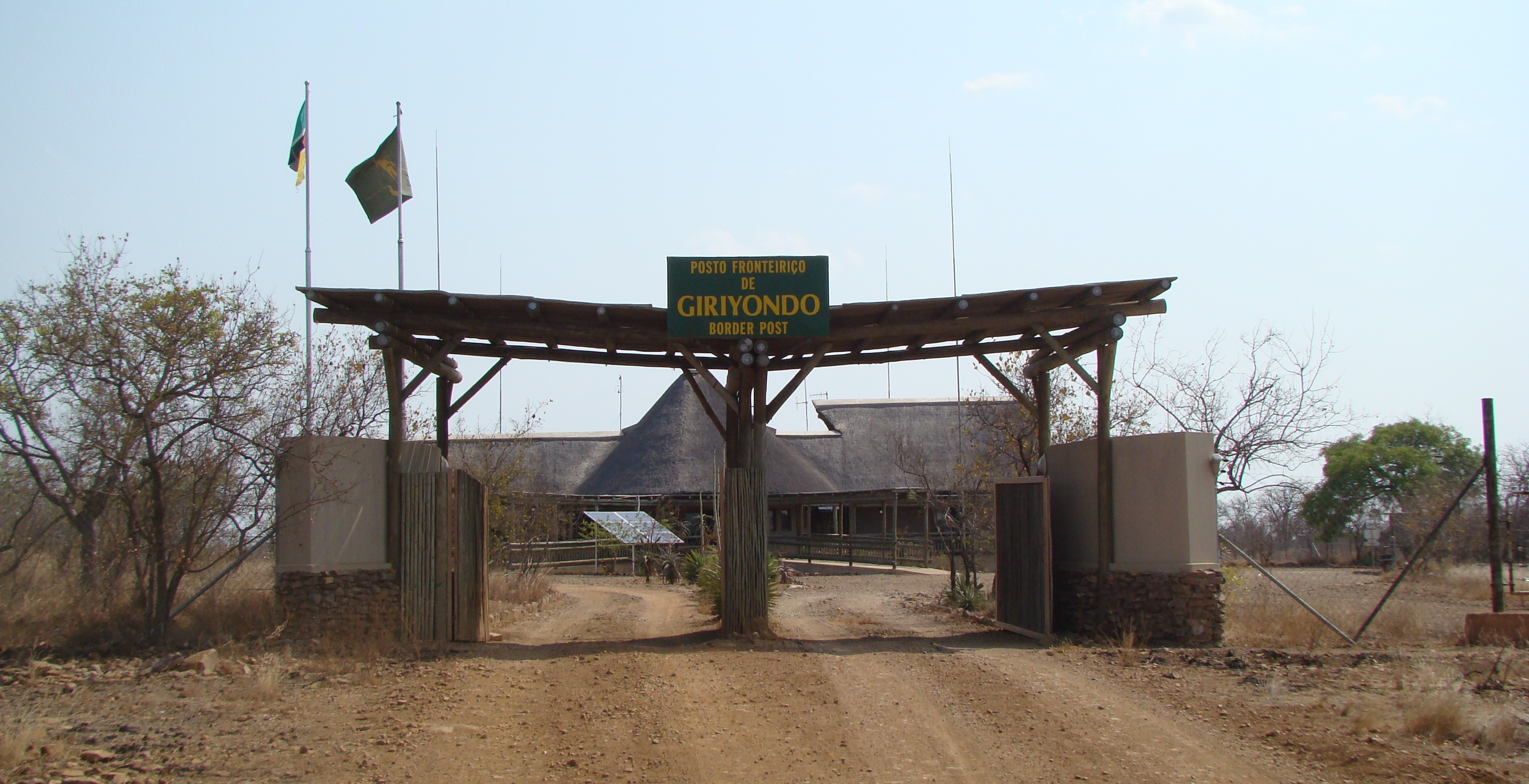
Paso de Giriyondo.

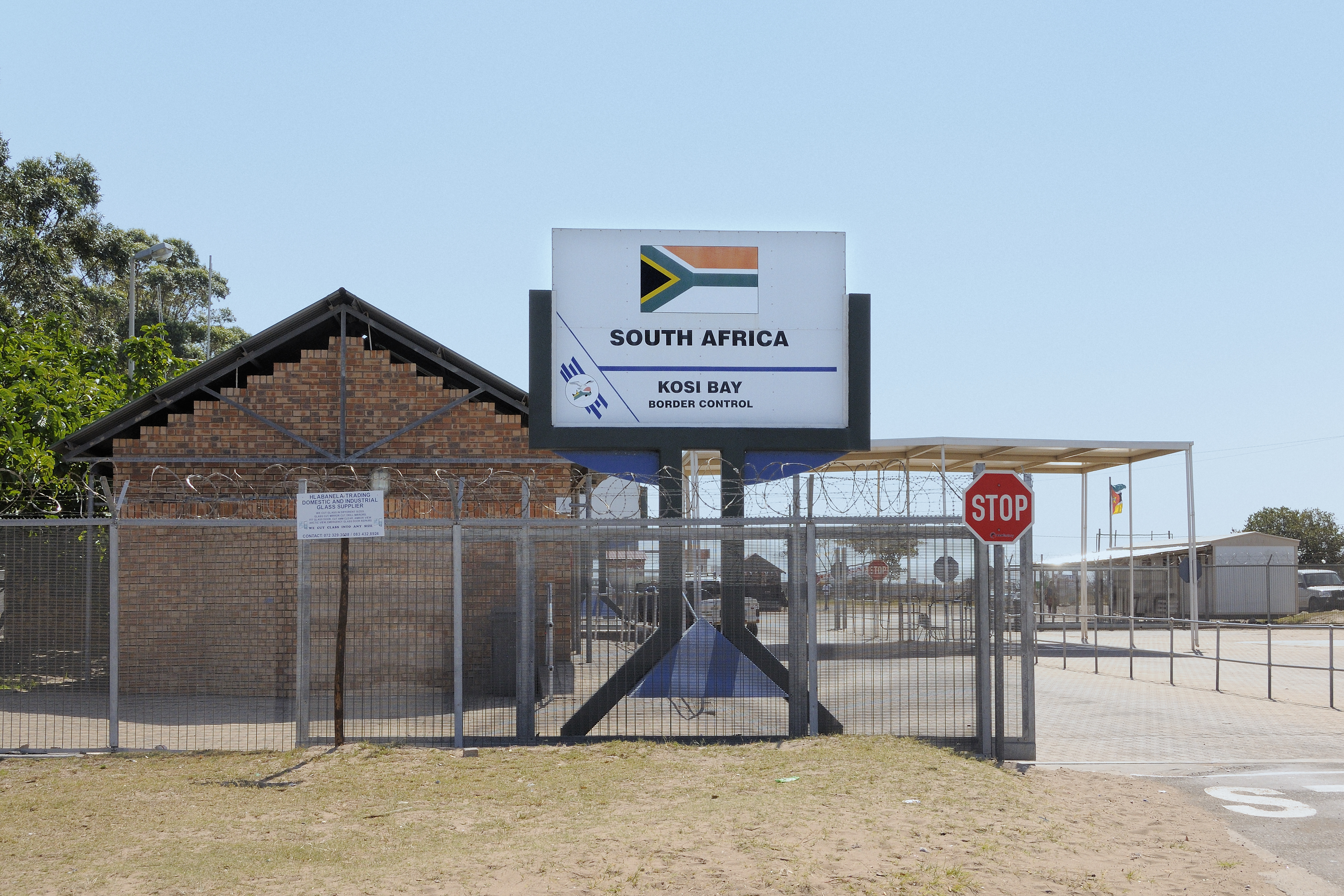
Paso de Kosi Bay.

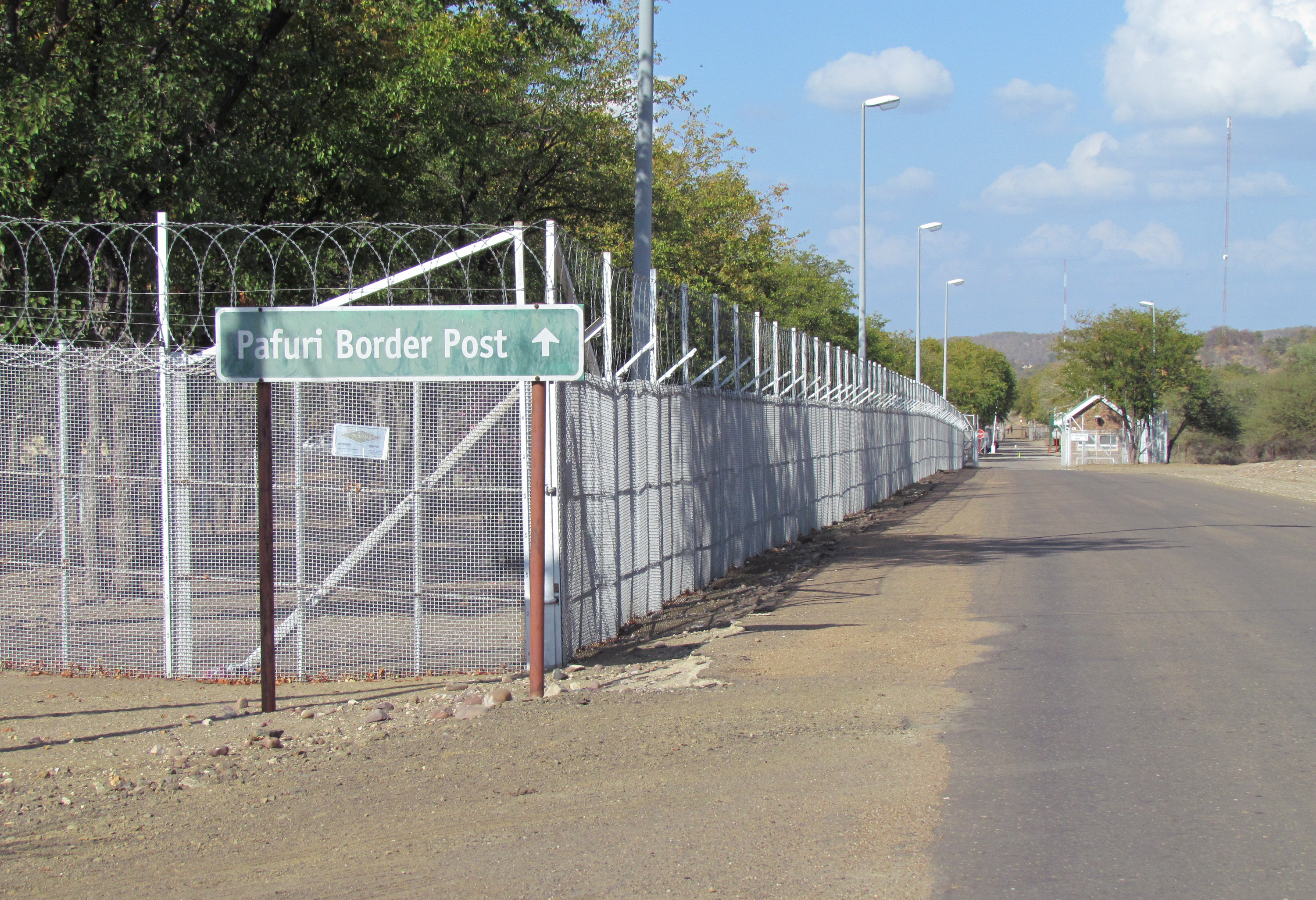
El cruce fronterizo de Pafuri entre los parques nacionales Kruger y Limpopo (hacia Mozambique)

Le passage frontalier de Pafuri entre les parcs nationaux Kruger et Limpopo (en direction du Mozambique)
El trazado de la frontera está constituido por dos segmentos separados entre ellos por la frontera entre Mozambique y Suazilandia; Suazilandia es un enclave entre sus dos vecinos:
- Al norte, el segmento más largo inicia en el trifinio que forman las que corren entre Sudáfrica y Zimbabue y entre Zimbabue y Mozambique (aproximadamente 22° 25′ 26,5″ S, 31° 18′ 27,4″ E) ubicado en el punto de confluencia con el río Luvuvhu. Sigue luego un recorrido relativamente rectilíneo antes de alcanzar otro trifinio más al sur, aquel dónde convergen las fronteras entre Sudáfrica y Suazilandia y entre Suazilandia y Mozambique (aproximadamente 25° 57′ 11″ S, 31° 58′ 32,5″ E).

- Al sur, la más pequeña parte de la frontera arranca de un segundo punttriple formado por las fronteras que separan mutuamente Sudáfrica, Mozambique y Suazilandia (aproximadamente 26° 50′ 22″ S, 32° 08′ 04,6″ E), ubicado sobre el río Maputo, después sigue el curso de este último sobre una veintena de kilómetros, después prosigue hacia el este en dirección de océano Índico que alcanza al sur de la localidad de Ponta do Ouro (aproximadamente 26° 51′ 28,1″ S, 32° 53′ 27,2″ E).

## Barrera antiinmigración
En 1975, Sudáfrica se protegió de la inmigración que viene de su vecino construyendo un muro de 120 km de longitud en el Parque nacional Kruger.